# Christiansen (Automobilhersteller)

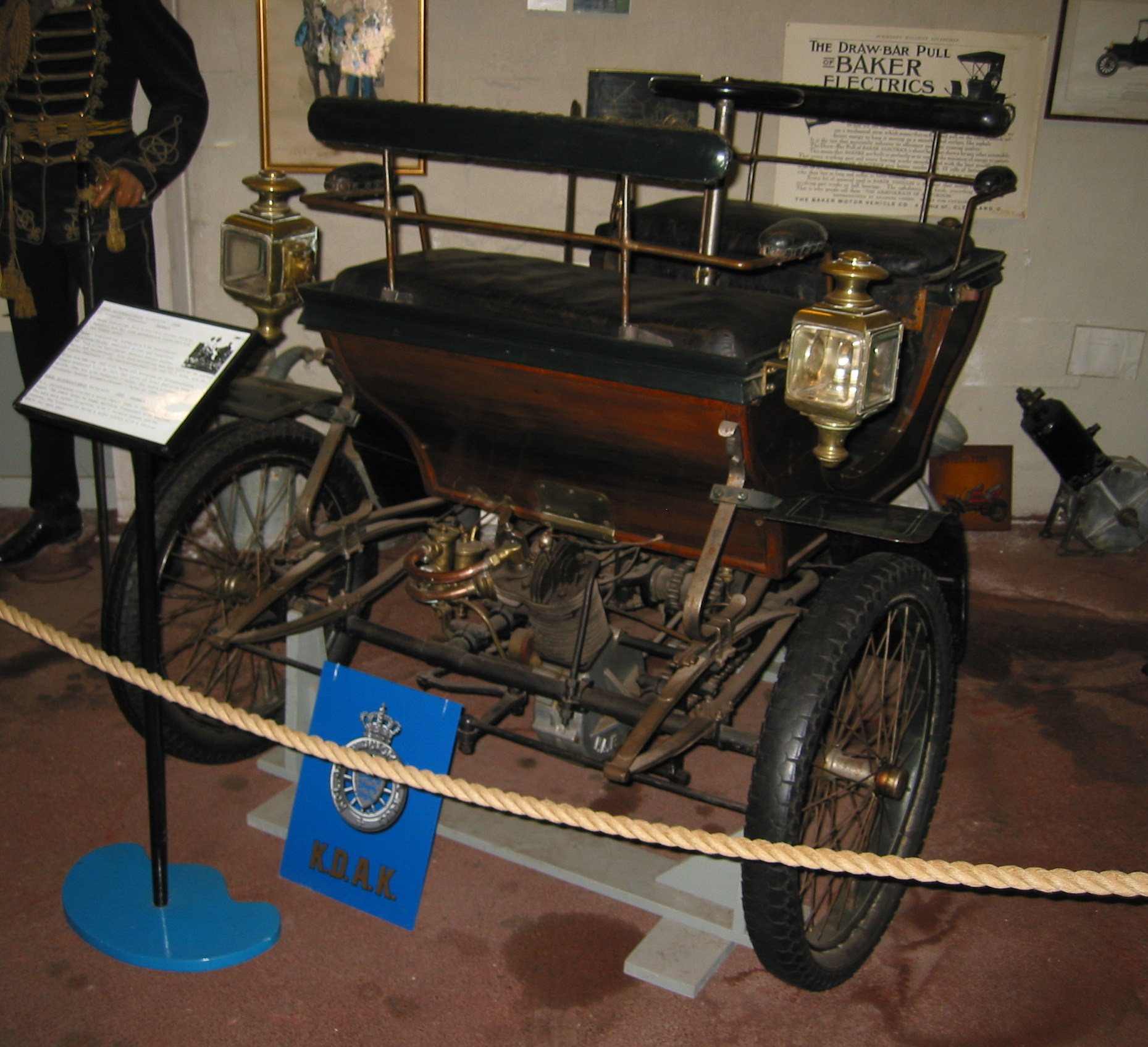
Christiansen Dreirad von 1899

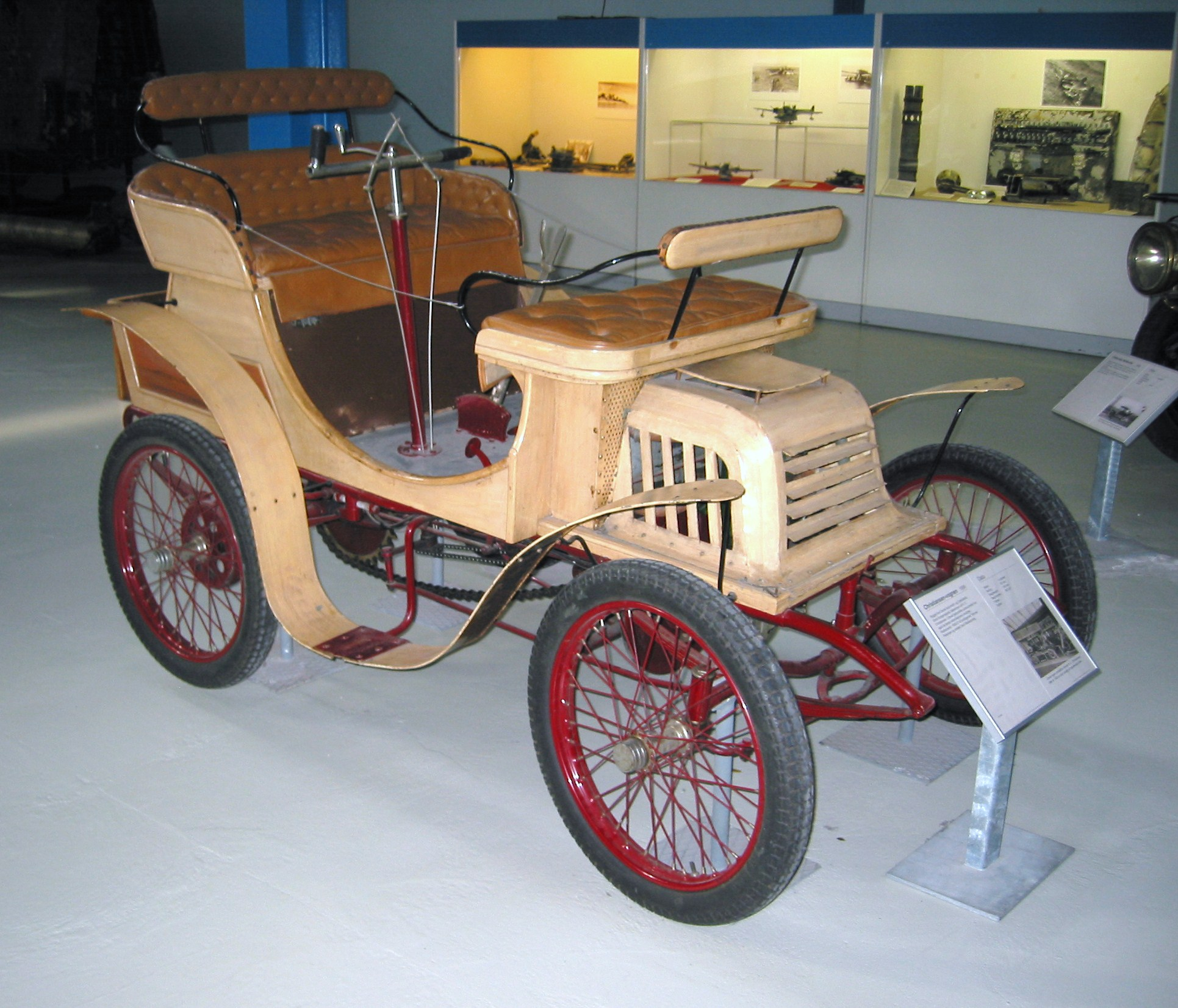
Christiansen Vierrad-Prototyp von 1899 im Danmarks Tekniske Museum in Helsingør

Christiansen war ein dänischer Hersteller von Automobilen.

## Unternehmensgeschichte
Hans Christian Christiansen (* 1876; † 1918) betrieb in Kopenhagen seit 1896 eine Fahrrad-Reparaturwerkstatt. 1899 begann er mit der Produktion von Automobilen. 1901 endete die Produktion in diesem Unternehmen. Hans C. Christiansen und A. E. Fonnesbech-Wulff gründeten am 25. Februar 1901 die Dansk Automobil & Cyclefabrik.

## Fahrzeuge
Das erste Modell und gleichzeitig das einzige Modell, von dem mehrere Exemplare entstanden, war ein Dreirad mit einem Rohrrahmen, bei dem sich das einzelne Rad hinten befand. Für den Antrieb sorgte ein Einbaumotor von Cudell. Der Einzylindermotor verfügte über 4,5 PS.
Kurz darauf folgte ein Prototyp mit vier Rädern, der erhalten geblieben ist. Der Einzylindermotor hatte 567 cm³ Hubraum. Das Fahrzeug mit der Karosserieform Vis-à-vis bietet Platz für vier Personen.
Fahrzeuge dieser Marke ist im Danmarks Tekniske Museum in Helsingør und im Autoseum in Simrishamn zu besichtigen.